# Mlle Guédon de Presles
Anne Madeleine Guédon de Presles, née au début du XVIIIe siècle et morte vers 1754, est une chanteuse, compositrice et actrice française. Elle est probablement la fille d'Honoré Claude Guédon de Presles qui jouait souvent à la cour. Mlle Guédon de Presles joue pour la première fois à la cour devant la reine en 1748, dans le ballet de Mouret Les Sens. Durant les années 1740 et 1750, elle chante des seconds rôles au Théâtre de Paris de la Reine. Entre 1742 et 1747, plusieurs de ses chants sont publiés dans le Mercure de France. Elle est la première femme connue à publier un recueil de chants.